# لي ويلي
لي ويلي (بالإنجليزية: Lee Wiley)‏ هي مغنية وعازفة جاز أمريكية، ولدت في 9 أكتوبر 1908 في نيويورك في الولايات المتحدة، وتوفي بنفس المكان في 11 ديسمبر 1975 بسبب سرطان القولون.

## وصلات خارجية
- لي ويلي على موقع IMDb (الإنجليزية)
- لي ويلي على موقع ميوزك برينز (الإنجليزية)
- لي ويلي على موقع أول ميوزيك (الإنجليزية)
- لي ويلي على موقع ديسكوغز (الإنجليزية)
- لي ويلي على موقع قاعدة بيانات الفيلم (الإنجليزية)